# 中国人民解放军骑兵
中国人民解放军骑兵，是中国人民解放军陆军已撤销的战斗兵种。现西部战区陆军某旅保留一个骑兵营，下属三个骑兵连，火箭军某旅保留一个骑兵连巡逻守卫青藏高原某军事禁区。

## 沿革

### 红军时期
1928年4月，西北工农革命军骑兵队成立，这是中国共产党领导的军队中第一支骑兵部队。
1933年9月21日，在陕西省耀县薛家寨，红二十六军第四团改编为骑兵团。团长黄于祥，政委杨森（后为张秀山）。1935年9月18日，中央驻北方代表团在陕西省延川县永坪镇召开中共西北工委和中共鄂豫陕省委联席会议，决定将红二十五军、红二十六军、红二十七军合编为中国工农红军第十五军团，红二十五军、红二十六军、红二十七军分别改编为七十五师、七十八师、八十一师。红二十六军第四十二师骑兵团编为红十五军团骑兵团，团长康健民，政委高锦纯。1935年11月上旬，红十五军团骑兵团调归中央军委直属，番号为中国工农红军骑兵第一团，康健民留任团长，张爱萍接任政委。1936年2月，骑兵第一团划归刘伯承领导的援西军指挥。
1935年11月，红十五军团骑兵团调归中央军委后，留下的原骑兵团第2连编为红十五军团直属骑兵连。1936年6月27日，75师会同73师攻占了宁夏豫旺县城，歼灭马鸿逵骑兵旅一个营以及地方民团一部，缴获战马600多匹。骑兵连与红十五军团手枪团在豫旺县王家团庄合编为新的红十五军团骑兵团。1936年7月1日，中央军委授予该团番号为中国工农红军骑兵第三团。团长田维扬（1936年9月韦杰接任团长），政委夏云廷（后改名夏云飞），副团长曹子学，政治处主任汪家道。
1936年4月，红四方面军骑兵师组建，红四军军长许世友任红四方面军骑兵司令员兼骑兵师师长，秦贤道任政委。1936年5月，红四方面军骑兵师成立庆祝大会在甘孜举行。走出草地后，由马良骏任师长，张荣任政委；不久，由董俊彦任师长，秦贤道任政委，李庆雍任政治部主任。1936年10月下旬，红四方面军骑兵师随红四方面军总部西渡黄河，改称西路军骑兵师。1937年1月，在高台战斗中，西路军骑兵师大部受损，师长董俊彦、政委秦贤道、政治部主任李庆雍、第二团团长张子英等200多名指战员牺牲。1937年2月上旬，西路军总部决定，重新组建西路军骑兵师，杜义德任师长，刘庆南任政委，李彩云任参谋长。3月12日，在梨园口战斗中，西路军骑兵师被歼灭。
1936年11月，红五军骑兵团组建，团长吕仁礼，政委温玉成。1937年1月，在高台战斗中，红五军骑兵团被歼灭。
1936年5月，中国工农红军第一方面军第一军团骑兵团成立于陕北保安县。

### 抗日战争 第二次国共内战
1937年抗日战争全面爆发后，根据国共两党协议，1937年8月20日，中国工农红军第一、二、四方面军和陕北红军等部改编为国民革命军第八路军（八路军），下辖115师、120师、129师。中国工农红军骑兵第一团（中央军委骑兵团）改编为八路军第120师骑兵营。中国工农红军骑兵第三团（红十五军团骑兵团）改编为八路军第129师骑兵营。中国工农红军第一方面军第一军团骑兵团改编为八路军第115师骑兵营。
- 八路军第115师骑兵营（后改为晋察冀军区骑兵团）：

1937年8月22日，在织田镇举行抗日誓师大会。经新绛、侯马、太原、原平进驻五台山下的苏子坡待命。途中第一军团骑兵团改编为八路军第115师骑兵营，营长刘云彪，政委萧锋（1937年底蔡顺礼接任政委）、参谋长李钟奇，总支书记何能彬。辖3个骑兵连。二连连长范昌标，一排排长刘崇志；三连长李湘。1937年9月23日，115师骑兵营在倒马关击毙日军二三十人，倒马关之战是八路军出师对日作战取得的首次胜利，拉开了平型关战斗的序幕。1937年10月18日至11月11日，骑兵营配合其他部队接连收复曲阳县、唐县、完县（今顺平县）、满城县4座县城，为开辟晋察冀边区北岳抗日根据地奠定了基础。1937年11月，晋察冀军区成立，聂荣臻任司令员兼政委，骑兵营归属晋察冀军区指挥。此后骑兵营向保定活动，深入平汉铁路以东游击，破坏铁路，制止敌南进。骑兵营先后袭击保定西关车站、于家庄站、方顺桥站、望都站。肖锋1937年年底调离，蔡顺礼继任政委。1940年初，骑兵营扩建为晋察冀军区骑兵团，刘云彪任团长，蔡顺礼任政委，范昌标任副团长兼一营营长，包镇任参谋长，下辖4个营，共计5000余人。1940年8月百团大战爆发后，骑兵团发动群众开展了数十次破路战斗。1941年初，因日军推进据点及封锁沟，骑兵活动受限，马匹补充困难，晋察冀军区骑兵团改编为一营步兵、一营骑兵及团直等3个单位。1941年5月、7月、11月，日军3次实施“强化治安”运动，修建三道防线，晋察冀军区骑兵团相应建立三道防线。1942年4月12日，团长刘云彪因肺结核病逝，年仅29岁。1942年1月，政委蔡顺礼调离，曾海亭接任政委。范昌标调抗大学习，包镇接任副团长，钟天发接任参谋长。1942年7月，晋察冀军区三分区政委王平到骑兵团团部驻地北店头村传达聂荣臻司令员的指示，将骑兵团骑兵改为步兵，番号不变。团长李钟奇，政委曾海亭。全团编为两个营，每营3个连，加上团部特务连、侦察连，合计11个连约两千余人。1943年1月，为粉碎日军“铁壁合围”，晋察冀军区决定把大团改为小团，部队分散活动。骑兵团取消营，改编成4个步兵连，一个侦察连，一个特务连，加上团部，合计1225人，李钟奇调任抗大二分校总队长，唐子安接任团长。1943年初，骑兵团转至完县山前活动。1943年5月初，日军包围晋察冀军区三分区驻地，骑兵团完成保护三分区机关突围任务后，于5月7日在完县马耳山同日军3个团遭遇，政委曾海亭等400多人牺牲。1943年10月，范昌标自抗大调回骑兵团任团长，熊光焰任政委，苏洪道任参谋长。1944年3月，骑兵团在唐县杨家会整编，与四十一团合编成1个团，并与5个兄弟团组成野战旅，4月调到陕北参加保卫延安战斗。
- 八路军第129师骑兵营（后改为八路军第129师骑兵团、晋冀鲁豫野战军第七纵队直属骑兵团）：

1937年11月，日军占领山西省阳泉，随后以部分兵力进犯八路军129师师部驻地和顺县城，师长刘伯承命129师骑兵营阻击。和顺阻击战是骑兵营第一次单独同日军交战，歼敌100多人，成功完成了掩护129师师部转移的任务。1937年11月，根据中共中央指示，八路军129师进入依托太行山区的晋冀豫地区开创抗日根据地。129师骑兵营进入冀西后，先后在赞皇县、元氏县、临城县歼俘土匪1000多人，歼灭伪军200多人。1937年11月30日，日军为保障平汉铁路安全，调集日军200多人，分乘18辆汽车，计划围歼129师骑兵营。129师骑兵营主力在北马村设伏，夜战歼灭日军140多人，烧毁敌汽车18辆。129师师长刘伯承称赞“北马村战斗是一次诱敌深入的歼灭战”。
1938年2月初，129师骑兵营自冯村、田家口之间地域跨越铁路，占领宁晋县城，歼灭伪军100多人，俘虏汉奸王怀庆。2月8日，129师骑兵营扩编为129师骑兵团。团长夏云飞（1938年2月中旬由王振祥继任团长），政委邓永耀（1938年4月邓永耀升任东进纵队政治部主任，由赵青山代理政委），副团长梁俊亭。（邓永耀升任东进纵队政治部主任后，团长梁俊亭，政委王振祥，副团长黄家景。）1938年，129师骑兵团参谋长为何正文，政治处主任为况玉纯。3月25日，骑兵团在司令员陈再道指挥下，在郑家庄等地全歼日军任命的保安司令刘魔头，毙俘敌900余人，毙日军50多人。5月到6月，骑兵团陆续攻克永年县、成安县、魏县等十座县城，毙伤日军130多人，击毁敌汽车27辆，毙俘伪军2500多人。7月，129师政委邓小平抵达永年县，到骑兵团看望了指战员。1939年1月，日军第10师团等部3万多人，分成11路大规模“扫荡”冀南根据地，计划消灭八路军129师师部及主力部队。129师骑兵团掩护129师机关转移后，在刘伯承、邓小平指挥下，配合冀南根据地军民开展反“扫荡”斗争，进行战斗100多次，毙伤日军、伪军3000多人，粉碎了日军控制冀南平原的计划。
1943年，该骑兵团在河南省新乡县城东台头村全歼贺兰亭部1个团，创造出骑兵团单独全歼一个步兵团的战例。1945年10月，该骑兵团配合冀鲁豫军区发动邯郸战役，毙俘敌3000多人。1945年11月，冀鲁豫军区组成晋冀鲁豫野战军第七纵队，司令员杨勇，八路军第129师骑兵团改编为晋冀鲁豫野战军第七纵队直属骑兵团。
全面内战爆发后，根据中央军委指示，刘伯承、邓小平指挥晋冀鲁豫野战军挺进豫东。晋冀鲁豫野战军第七纵队直属骑兵团随主力部队参加了陇海路战役及定陶战役。1947年1月15日，骑兵团在定陶截击敌增援巨金鱼战役的整编68师、55师各一部，歼俘敌2000多人。1947年3月，晋冀鲁豫野战军第一、第七纵队合编为第一纵队，骑兵团改隶第一纵队，成为晋冀鲁豫野战军第一纵队直属骑兵团。此后，骑兵团参加豫北战役、鲁西南战役。1947年7月14日，在鲁西南战役围歼敌32师、70师共计3个半旅的六营集战斗中，仅仅骑兵团2营便全歼敌70师1个团，俘敌团长李金成以下550多人。1947年8月11日，根据中央军委指示，刘伯承、邓小平开始挺进大别山，骑兵团被编为右路军后卫。1947年8月17日，骑兵团通过黄泛区，多次打退敌骑兵一旅的进攻，掩护主力部队成功进入大别山区。
1948年底，晋冀鲁豫野战军第一纵队骑兵团参加了淮海战役，在新蔡、埠阳等地牵制侧击敌12兵团黄维部，以迟滞敌行动。1948年12月5日，敌黄维兵团被歼灭后，骑兵团调赴淮阴县承担晋冀鲁豫野战军机关警卫任务，直到淮海战役结束。
- 八路军第120师骑兵营（后改为五县河防警备司令部骑兵团、八路军留守兵团骑兵团、陕甘宁晋绥联防军骑兵旅。后与塞北军分区骑兵第2、3团合编为绥蒙军区骑兵旅）：

1937年8月20日到24日，中共中央政治局在陕北洛川县冯家村召开扩大会议（即洛川会议），中央军委骑兵团奉命进驻冯家村周边承担会议警戒任务。此后，中央军委骑兵团改编为八路军第120师骑兵营。9月3日，骑兵营脱离120师建制，暂编为绥德、米脂等五县河防警备司令部骑兵团。12月，中央军委将八路军延安总部留守处改编成陕甘宁边区留守兵团，骑兵团调归陕甘宁边区留守兵团建制，番号为留守兵团骑兵团。1943年3月，为贯彻中共中央的“精兵简政”指示，留守兵团骑兵团、保安骑兵团、359旅骑兵大队的1、2中队，合编为陕甘宁晋绥联防军骑兵旅。5月，骑兵旅赴富县待命，粉碎了胡宗南兵分九路进攻陕甘宁边区的计划。1945年4月上旬，陕甘宁晋绥联防军骑兵旅自南泥湾启程东渡黄河，开赴大青山抗日游击根据地。
- 八路军冀中骑兵团：前身是庞炳勋的国民革命军第四十军的骑兵第14旅第28团，1941年4月14日在河南林县一带在地下党员、团长马仁兴的带领下1600余人投奔八路军，改编为八路军晋察冀军区独立骑兵第2团，1940年秋来到冀中军区，1941年3月在安平县子文村进行了组建后的第一次整编，撤销营建制，压缩机关勤杂人员和非战斗人员，充实基层作战单位，全团缩编为6个连，原来的营职干部分别担任连长、指导员。整编后第1连连长杨振山、指导员王序卿;第2连连长李玉堂、指导员李显宗;第3连连长姚宏叶、指导员黄劳伦;第4连连长韩进忠、指导员李长胜；特务连连长王敬石(白文宗)、指导员张岚军；侦察连。其中第1、2、3、4连均辖4个排，每个排里设有一名政治战士。参谋长卜云龙。高尚勇任团机关总支书记;苏启明、李根起、王维等任参谋、干事。全团1200余人，战马1300匹，捷克式步枪、马枪700余支，轻机枪20挺，迫击炮2门。第1连配有82迫击炮排，各连配机枪4挺。1942年“五一大扫荡”开始时，冀中骑兵团从任丘、河间、大城地区插到津浦路已经成功跳出了敌人包围圈。但为了牵制敌人，解救被围的机关干部和群众，奉命返回深县、武强、饶阳、安平根据地腹地，团长马仁兴为缩小目标，队伍化整为零，在深(县)安(平)路两侧，穿插在敌据点与县城之间袭扰敌人。5月11日夜，骑兵团各连集结到武强县沙洼村，准备总结和布置反“扫荡”工作。5月12日上午9时，日军合围上来。政委汪乃荣带2连进行阻击，其他部队利用交通沟，分别向西南、西北方向突围。除马仁兴带领的三个连未受大的损失外，其他各连，特别是担任阻击任务的2连，人马伤亡很大。沙洼突围后，冀中骑兵团副团长宋辅廷带3连转战博野、蠡县一带，5月20日左右在蠡县跑曲村与敌遭遇，部队伤亡惨重，团长马仁兴之子马乘风牺牲。6月4日在安平县北郝村的一次遭遇战中，政委汪乃荣负重伤饮弹自尽。几天后，总支书记高尚勇也在战斗中牺牲。参谋长卜云龙和政治处主任杨经国带领的4连，在肃宁和高阳一带多次与敌遭遇，部队损失很大，杨经国牺牲。60多天里，冀中骑兵团在数万敌人的“铁壁合围”中多次突围战斗，骑兵团只剩下不足400人。6月上旬骑兵团向冀南转移，因无法得到及时补充休整，缩编为南进支队骑兵营。半年后，又缩编成一个大连，编入了冀南129师骑兵团，冀中骑兵团的番号自此取消。

- 大青山骑兵支队（撤编后部队改为塞北军分区骑兵第1、2、3团。后骑兵第2、3团与陕甘宁晋绥联防军骑兵旅合编为绥蒙军区骑兵旅）：

1938年6月，根据中共中央开辟大青山抗日游击根据地的决策及八路军总部的决定，120师以358旅715团和师直骑兵连，组成大青山抗日游击支队。李井泉任支队长，姚喆任支队参谋长，彭德大任支队政治部主任。1939年6月，大青山抗日游击支队改编为大青山骑兵支队，下辖三个骑兵营。李井泉任司令员（1940年5月姚喆接任司令员），姚喆任副司令员。1940年4月到12月，日军连续11次大规模“扫荡”大青山抗日游击根据地，大青山骑兵支队同日军、伪军战斗95次，毙敌794人，俘敌193人。1940年底，根据毛泽东、朱德给八路军120师师长贺龙《关于将大青山骑兵支队营建制改为团的建制的请示》的批复，大青山骑兵支队下辖的三个骑兵营分别改成骑兵团。1942年春夏，日军连续“扫荡”大青山抗日游击根据地，大青山骑兵支队对日军、伪军昼夜轮番游击作战。7月，日军调集2万多兵力，对大青山抗日游击根据地发动秋季大“扫荡”，大青山骑兵支队分批分期转战至绥西、绥中。1942年底，中共中央晋绥分局及晋绥军区为统一对绥远、雁北工作的领导，取消大青山骑兵支队番号，原骑兵1、2、3团番号不变，转隶晋绥军区塞北军分区。1944年到1945年，日军被迫从绥远省不少据点撤出，中国国民党军队趁机抢占战略要地，并且向大青山地区增派军队以控制大青山地区。塞北军分区骑兵第2、3团进行反击。1945年8月，毛泽东发表《对日寇的最后一战》的声明后，姚喆奉命集中原大青山骑兵支队兵力，配合晋绥军区主力及晋察冀军区一部，截断平绥铁路，收复沿线的丰镇、集宁等等城镇。1945年9月，绥蒙军区组建，司令员姚喆、政委张达志。陕甘宁晋绥联防军骑兵旅、塞北军分区骑兵2、3团在商都地区合编为绥蒙军区骑兵旅。
- 平北骑兵大队：

1942年1月，晋察冀军区平北军分区创建骑兵大队，晋察冀军区领导聂荣臻很关心这支骑兵大队。根据平北军分区的报告，聂荣臻指示晋察冀骑兵团抽调干部到平北骑兵大队。
- 察北骑兵：

1945年9月，晋察冀军区成立察北军分区，下辖三个骑兵团。1946年到1948年，察北三个骑兵团在察北坚持斗争的同时，先后参加热西战役及察南绥东战役，大量歼敌，保证了隆化战斗的胜利，受到冀热察军区记大功一次。
- 绥蒙军区骑兵旅：

1945年9月，绥蒙军区组建，司令员姚喆、政委张达志。陕甘宁晋绥联防军骑兵旅、塞北军分区骑兵2、3团在商都地区合编为绥蒙军区骑兵旅。政委王再兴、参谋长王智。陕甘宁晋绥联防军骑兵旅的5个骑兵连，编为第一团；活动在绥中的塞北军分区第二团仍为骑兵旅第二团（后为骑二师四团、陆军第二十师五十九团）；在绥西活动和发展的塞北军分区第三团，编入骑兵旅后仍为第三团；活动在绥南蛮汉山一带的塞北军分区第一团编为骑兵旅第四团（后为骑二师五团、陆军第二十师六十团）；陶集大队编为骑兵旅第五团。骑兵旅先后参加了晋北战役、大同战役、集宁保卫战，以及两次出击绥北、保卫绥南解放区等战斗。1945年11月30日，绥蒙军区骑兵旅在武川县蒙克寺大东滩经13个小时战斗，毙敌657人，受到中央军委通令嘉奖，全旅荣记大功一次。1947年10月骑2团、骑4团调归陕北。1948年1月14日，绥蒙军区趁傅作义部主力东调的机会，西渡黄河，击溃河曲县的朱玉美部。1948年3月20日到4月上旬，绥蒙军区骑兵旅配合晋察冀野战军发动察南绥东战役，歼敌18000多人。
1948年7月，绥蒙军区骑兵旅编为西北野战军第八纵队骑兵旅。在配合辽沈战役发动的察绥战役中，西北野战军第八纵队骑兵旅、察北骑兵团先后作战16次，歼敌1484人。1948年11月底，西北野战军第八纵队骑兵旅配合主力部队参加了平津战役。12月8日，骑兵旅越过平绥铁路，在怀来县以南十八家一带，抗击了敌2个旅攻击。12月18日，骑兵旅参与围追堵截张家口之敌，此战除敌第11兵团司令孙兰峰率少数骑兵逃脱外，敌54000多人被全歼。
1949年2月12日，西北野战军第八纵队骑兵旅、察北军区3个骑兵团以及蒙骑一部，奉命开入绥北发动围剿绥北敌骑战役。1949年2月15日至20日，歼灭了自张北县开到绥北乌兰花、武川一带的敌骑第12旅及敌第11兵团司令孙兰峰残部，歼敌900多人。1949年3月，刚改编而成的中国人民解放军骑兵第一师南下雁北，协同察哈尔军区围歼大同守敌。4月上旬，配合华北军区副司令员徐向前指挥的太原战役。4月24日太原战役结束，大同守敌万余人于4月29日接受中国人民解放军整编，大同和平解放。
- 陕甘宁晋绥联防军区骑兵第二旅：

1948年6月，绥蒙军区骑兵旅第二团和第四团与陕甘骑兵支队，在甘肃省合水县合编为陕甘宁晋绥联防军区骑兵第二旅，旅长王智，政治委员王再兴，副旅长兼参谋长李振海，副政治委员兼政治部主任惠志高，辖3个团，原骑兵二、四团番号不变，陕甘骑兵支队编为骑兵第二旅第六团（其前身是1943年5月组建的靖边骑兵大队。1945年8月，改编为陕甘宁晋绥联防军警备三旅骑兵团，1946年3月，缩编为陕甘宁晋绥联防军骑兵营。1947年6月，改编为三边军分区骑兵团，后改编为陕甘骑兵支队）。1948年9月，骑二旅拨归西北野战军建制，称西北野战军骑兵第二旅。肃清陇东反动地方武装、保甲团，牵制马鸿逵部，配合主力作战。二团赴蒲城县高绕镇配合一、四军在铜川、耀县一带活动。1948年底，骑二旅参加了渭北战役。
- 新四军第四师骑兵团：

1940年6月1日，新四军第六支队（后来改成新四军第四师）集中八个团以及中国人民抗日军政大学分校等在司令部驻地安徽省涡阳县新兴集召开大会时，宿县西部各据点的日军、伪军乘坐汽车奔袭至会场附近。新四军第六支队司令员兼政委彭雪枫经与参谋长张震等商议后，决定新四军第六支队成立骑兵连，各旅、团先后成立骑兵排、班。1941年4月，新四军第四师与汤恩伯节制的青海骑兵第八师在津浦铁路以西地区战斗，新四军第四师伤亡惨重。战后，新四军第四师师长彭雪枫决定将师部骑兵连扩充为新四军第四师骑兵团，号称“红色哥萨克”。黎同新为第一任团长兼政委。不久，周纯麟接任团长，康步云、姚运良先后任政委。1941年冬，彭雪枫决定骑兵团开展短期突击训练。1942年，为保卫洪泽湖地区夏收，骑兵团奉命消灭在沙山集抢粮的日军，仅用9分钟便将300多名日军砍倒大半，俘虏80多人。1942年11月13日，骑兵团参加了为期33天的反“扫荡”作战，参加战斗10余次，毙伤俘日伪军200余人。1943年，日伪军对新四军根据地开展“蚕食”和“伪化”，新四军进袭日伪军薄弱据点，扩大津浦铁路以东抗日根据地，这时骑兵团已扩为4个大队，1000多人马。
1944年8月19日，骑兵团随彭雪枫师长西进收复失地。首先进攻敌据点小朱庄（位于今安徽省淮北市境内）。步兵攻入小朱庄后，伪司令王传绶率600余人突围，被埋伏在庄外的骑兵团全歼，王传绶被骑兵团战士消灭。随后，彭雪枫师长率骑兵团追击叛军刘子仁部，打开了津浦路西的局面。9月11日，彭雪枫师长率部攻歼灭河南省夏邑县八里庄的顽军李光明部，歼敌千余，突围之敌被埋伏的骑兵团全歼，李光明被生擒。彭雪枫在战斗中牺牲。10月7日，骑兵团参加了砀（山）南清剿战，配合兄弟部队进剿顽军胡塞如、杨昆山部，歼灭杨昆山部，生擒“挺进军纵队司令”胡塞如，俘敌700多人。
1944年10月，中国国民党的第19集团军将新四军第四师围困在河南、安徽交界处，新四军第四师骑兵团与老对手青海骑兵第八师再次相遇，只有600余骑的新四军第四师骑兵团最终歼灭、击溃青海骑兵第八师2000余骑，创造了骑兵团击败骑兵师的范例。
在第二次国共内战中，新四军第四师骑兵团先后成为华中野战军、华东野战军唯一的建制骑兵团，先后编入华中野战军第九纵队、华东野战军特种兵纵队、华东野战军教导师、第三野战军直属教导师和华东军区皖北军区序列，并且扩编成5个大队，2000余人马。1952年5月20日，骑兵团改编为华东军区战车独立第6团，成为装甲兵部队。
- 八路军山东纵队第五旅骑兵营

### 1949年整编
1949年3月至4月，中国人民解放军全军统一番号，骑兵部队共编成八个师。不久国民党起义部队又陆续改编为若干个骑兵师：
- 中国人民解放军骑兵第一师：1949年3月，西北野战军第八纵队骑兵旅改编而成，隶属绥远军区[6]。师长康健民，政委李佐玉。1952年5月，解放军骑兵第1师、骑兵第3师、河南省军区骑兵团3支骑兵部队于察哈尔省万全县合编为中国人民解放军骑兵第1师，1962年入疆，1964年按甲种步兵师整编，1969年改番号为步兵第8师。
- 中国人民解放军骑兵第二师：陕甘宁晋绥联防军区骑兵第二旅旅。前身为八路军大青山骑兵支队。1948年9月，骑二旅拨归西北野战军建制，称西北野战军骑兵第二旅，所属二团与陇东部队一起肃清当地反动方武装、保甲团，牵制马鸿逵部，配合主力作战。二团赴蒲城县高绕镇配合一、四军在铜川、耀县一带活动。1948年底，骑二旅参加了渭北战役。1949年2月16日，骑兵第二旅改称骑兵第二师，习惯上仍称“骑二旅”，辖3个团，原骑二团改称骑四团（后来的五十九团），原骑四团改称骑五团（后来的六十团），原骑六团番号未变。师长王智，政治委员王再兴/惠志高，副师长李振海，参谋长陈寿亭，副政委兼政治部主任惠志高。7月4月，骑二师随第十九兵团进入甘肃，参加了解放宁县、镇原。作为西北军区的机动部队，活动于甘肃宁夏之间。1950年春夏，进入平凉、固原平定叛乱。1950年11月，在甘肃固原县撤销骑兵第二师建制，以师部为基础组建西北军区骑兵司令部，苏鳌任司令员，骑二师师长王智任副司令员。所辖第四团改称西北军区独立骑兵团（1952年6月改称西北独立骑兵第四团驻宁夏），第五团与第六团合并称西北军区独立骑兵第六团（l952年6月改称西北军区独立骑兵第一团），移防甘肃康乐、临潭一带执行剿匪任务。
- 中国人民解放军骑兵第三师：1949年5月，原东北军区下属的冀察热辽军区（二级军区）下属的冀热察军区（三级军区）的察北军分区司政后机关和所属的3个骑兵团组建而成。隶属1948年12月15日成立的察哈尔军区[6]。师长胡德力，政委梁正中。1952年5月，解放军骑兵第1师、骑兵第3师、河南省军区骑兵团3支骑兵部队于察哈尔省万全县合编为中国人民解放军骑兵第1师，1962年入疆，1964年按甲种步兵师整编，1969年改番号为步兵第8师。
- 中国人民解放军骑兵第四师：1950年2月，绥远起义的原国民党整编骑兵第12旅鄂友三部改编而成，师长鄂友三，政治委员白正刚。
- 中国人民解放军骑兵第五师：原为中国人民解放军第四野战军骑兵第一师，师长何能彬/田维扬/王明贵/卜云龙，政委谢志群/后林茂源，副师长兼参谋长卜云龙，后副师长钟明彪，政治部主任刘克。前身是冀察热辽军区朱德骑兵师。1946年11月30日上午，冀热辽分局、冀热辽军区、热河省政府在林西旧戏园召开了千余人参加的庆祝朱德60寿辰大会。中央分局书记、军区司令员程子华宣布成立朱德骑兵旅。后骑兵旅被改为骑兵师，从热中（乌丹地区）、热西（隆化地区）、热北（林西地区）军分区各抽调一个骑兵团组成。各团下属只有4个连队，四五百人不等。各骑兵团统归第二十二军分区（乌丹军分区）领导，各团分散活动约有八九个月时间。第一团前身为热中骑兵团，团长邱会墟、政治委员穆榕瑞，仍在桥头、初头朗等地打游击抗击赤峰国军北上；第二团由热西骑兵团调属，团长黄道充、政治委员赵克勋，先期从经棚出发，护送热西地委和县政府重返热西坚持原地斗争，返回后在乌丹休整数日，12月份随同赤(峰)西县、围(场)北县政府返回大庙，在新拨一带打游击，配合两县党政军开辟赤西、围北根据地；第三团来自热北军分区，团长黄振斌、政治委员刘生春，仍留热北地区，在林西、林东、天山、大板各旗县执行剿匪任务。1947年9月朱德骑兵师各部在阴河一带集结，经过短时间的纪律教育，补充了装备，发放了马刀，各团成立了机炮连。1947年10月初从集结地出发，经老府、宁城向东北前线进发。1947年10月中旬部队抵达朝阳地区待命，配合九纵队、十一纵队攻打朝阳。10月23日朝阳县城解放之后，朱德骑兵师奉命向义县前进。1947年11月2日，骑兵师在义县的九宫、台门、（朝阳西南山区）李家沟一线，与敌增援部队第九十二军侯镜如部遭遇，步兵部队与92军激战彻夜后，92军在飞机掩护下东撤，骑兵第一、第三团抓住战机以波浪式向敌冲击，拦腰截断敌人行军纵队，第9、第8纵队也合围上来，迫使千余敌军缴枪投降，敌军长侯镜如乘车逃跑外，其余步兵、炮兵几乎全被俘；缴获各种车辆80余台，其中野炮、榴弹炮车以及运载重型武器的各种车辆就有二三十台。这是朱德骑兵师出师东北战场的第一仗。随后在义县战役中，前卫骑兵第3团用了90分钟的时间，就把从义县撤逃锦州的敌军第174师（东北保安四支队对外的假番号）在余家屯车站彻底打垮，除敌师长于大川逃跑外，其他全部作了骑兵师的俘虏。东野总部向各部通电：“我朱德骑兵师一部，一个半小时歼敌一七四师全部，特予通令嘉奖。”骑兵师在东北秋季攻势朝阳、义县的战斗中，不仅消灭了敌人，有力地配合了友军，而且从大兵团作战的意义上讲，也得到了更好的锻炼和提高。后朱德骑兵师又在海苏庙、乌丹、林西等地区进行剿匪。1948年4月2日，骑兵师从林西出发，取道围场，配合冀察热辽军区独立第5师4月23日解放多伦战斗，此战守军两个团全部被歼，毙第四纵队队长兼城防司令颜景卿、十团团长关绍祥以下1600 余众，俘1500余人，缴获机枪10 挺、迫击炮2门、长短枪850余支。1948年5月中旬，丰宁守军暂编第7师在热西部队打击下逃往老千山地区，骑兵师连夜追击，弃骑徒步登山作战6小时，全歼逃敌，缴获全部枪支弹药和军用物资。1948年8月28日突袭并解放了丰润县城。此后，便在遵化、宝坻、蓟县一带与唐山、天津、北平之敌往来周旋。1948年9月上旬，骑兵师又从宝坻县回兵，配合东北战场参加了攻打锦州的战役，掩护彻底破坏山海关至昌黎、滦县的100多公里铁路。在北宁线以北的毛山庄、雷庄、威峰山抗击唐山第六十二军试图增援东北。10月13日，在毛山庄，骑兵二团一部与13倍之敌展开惨烈阵地争夺战；三团向毛山庄运动中，迫敌一个团放下武器，打入毛山庄后又歼敌一部，缴获野炮、榴弹炮各1门，其它枪支、物资一部。[19]骑兵师后参加了辽西围歼廖耀湘兵团战役。1948年11月29日隶属于第四野战军特种兵司令部。后又和其他部队一起参加了平津战役，突袭了京东的牛栏山。北平解放后，1949年2月3日参加了北平入城式。1949年6月3日，奉命南下到中南地区。1950年2月24日，骑兵师从河南省漯河等地区挥师北上良乡。继续北上到吉林省梨树县垦荒3000亩。1951年2月骑兵师改编为步兵第166师，军马调入中国人民志愿军炮兵部队。1952年5月第166师撤销，师直补入东北军区公安司令部，所属3个步兵团改编为东北军区独立第7、8、9团。后独立第7团入朝加入中国人民志愿军。
- 中国人民解放军骑兵第六师：平津战役结束后，傅作义系的新编骑兵4师在北平接受和平改编为解放军骑兵独立第五师，直属解放军平津前线司令部建制。师长刘春方，政委刘光裕（解放军第六十三军第187师政治委员）/1950年5月刘兴畴/王功学。1949年7月改称中国人民解放军骑兵第六师，直属第十九兵团进军西北，驻宁夏中宁、吴忠等地。1950年10月移防平凉，师部及17团驻飞机场，18团驻甲积峪。1952年秋缩编为西北军区独立骑兵第5团，移驻固原。[20]
- 中国人民解放军骑兵第七师：1949年12月20日新疆起义部队原国民党整编骑兵第1师（国民革命军骑兵第五军）改编为骑兵第7师，驻奇台，师长韩有文（整编骑兵第1师中将师长），政治委员于春山，第一副师长韩荣福（骑兵6旅少将旅长），第二副师长郭全梁（骑兵1师少将副师长），第三副师长马全吉，参谋长李刚，政治部主任杨贯之（未到职）。师部驻玛纳斯县小李庄。部队驻奇台、阜康。1952年7月20日，根据新疆军区命令，新疆军区独立骑兵师撒销。师长兼政委何家产带领160余人组建西北军区空军第25师，到阿克苏时接到新疆军区转西北军区命令去阿山地区承化县，改编为骑兵第七师兼阿山军分区，何家产任师长、阿山地委书记杨烈光兼师政委，副师长韩荣福、田辅臣，副政委兼政治部主任安正福，参谋长李振海、财务处处长张藩、财务处政委邹兴仁。1953年3月改变为新疆生产建设兵团农业建设第10师，驻绥来县小李庄，师长林海清、副政治委员刘炳正、副师长韩荣福（撒拉族）、参谋长刘三朵、政治部主任张志勇、副参谋长杜联华、30团团长郑国华、政委隗德祥。
  - 骑兵第19团，驻奇台
  - 骑兵第20团(1)，驻昌吉头屯河。1949年12月组建。1953年3月改编为新疆生产建设兵团建筑工程独立第一团，在迪化（今乌鲁木齐市）承担工程建设任务，隶属新疆军区工程处序列。以后和新疆军区工程纵队合编，组建新疆军区工程第二团，隶属新疆军区生产管理部序列。新疆军区生产建设兵团成立后，转隶兵团建筑工程处第二团，新疆军区生产建设兵团工一师第二团。新疆军区生产建设兵团撤销建制，改隶新疆维吾尔自治区建筑工程局，改称自治区第四建筑工程公司。
  - 骑兵第20团(2): 组建于1952年3月，1949年9月解放军第二军第五师解放甘肃省武山县，编入甘肃师管区下辖的部队，组建步兵五师两个解放团。行军至酒泉时，一个解放团奉命改称步兵五师独立团，开往新疆阿山地区承化，行军至迪化（今乌鲁木齐市）编入新疆军区直属队发射筒大队为第二营。另外一支解放团也改称独立骑兵团，前往且末县驻防。1950年3月步兵五师独立团到达阿山地区承化县（今阿勒泰市），部队改称新疆军区独立团。1950年8月，解放军二十二兵团骑兵第八师缺编，奉新疆军区转西北军区命令，改隶骑兵八师，部队番号为骑兵第二十三团。由于骑兵八师驻莎车县城，路途遥远，始终没有归建。1952年6月，骑兵七师驻防阿山地区，骑兵二十三团改隶骑兵第七师，部队番号改为骑兵第二十团。1952年10月以第20团主力编成中国人民志愿军补训第十四团（欠第二营），准备参加抗美援朝战争。团长温福堂。调往西北军区，改称西北补训第六团，以第二营为基础组建阿山地区公安大队，编余人员和牧场调给骑兵第十九团。西北补训第六团在陕西宝鸡补充新兵300多人组成第二营。在宝鸡整训3个月，在琥镇火车站准备出发。忽接通知，西北补训第六团回到新疆驻防，转隶解放军二十二兵团工兵团（今兵团建筑工程师第六建筑公司），参加石河子新城建设；团直和第一营驻防伊犁新源县，第三营驻防伊犁巩留县，由解放军第五军步兵十五师代管。后西北补训第六团（欠二营）融编到步兵十五师（今兵团农四师）。
  - 骑兵第21团，团长马希哲、政委王洪杰、参谋长穆永贵，驻阜康。1953年3月改编为新疆生产建设兵团建筑工程独立第四团
- 中国人民解放军骑兵第八师：1949年12月20日新疆起义部队原国民党整编第42师下辖骑兵4旅、骑兵9旅改编为骑兵第8师，驻莎车，师长马平林（骑兵9旅少将旅长），政治委员张献奎，第一副师长李朝弻（总司令部少将高参），第二副师长刘抡元（178旅旅长），副政委李生堂（解放军第二军第四师政治部副主任），参谋长祝源开（总司令部副处长），政治部主任杨烈光。1953年3月编为新疆生产建设兵团工程建筑第1师，驻石河子，师长王季龙、副政治委员张立长
  - 骑兵第22团
  - 骑兵第23团
  - 骑兵第24团
- 西北军区骑兵司令部：司令员苏鳌
- 中国人民解放军新疆军区独立骑兵师：1949年，解放军第一兵团进疆途中，毛泽东指示“你们的进军任务包括出兵西藏，解放藏北。”1950年1月中央军委发布向西藏进军的命令；为配合四川西康、青海、云南等主力部队进军西藏，新疆军区决定建立二军独立骑兵师，担负解放阿里地区的任务。1950年2月，新疆军区代司令员兼政委王震到喀什向二军部队发出号召，要求志愿报名参加解放西藏的战斗，从二军各师每一个连抽调一名战斗英雄到即将组建的独立骑兵师工作。1950年4月，新疆军区抽调骑兵第8师第23团、师直骑兵大队(第22兵团骑兵团)、第二军第5师独立骑兵团，组建独立骑兵师。师长兼政委何家产兼和田军分区司令员（原任第二军第5师副师长）。副政治委员田星五（原任二軍教導團政治處主任）。参谋长田辅臣。政治部副主任萧林达。供给部部长张藩。卫生部部长刘福清。1950年5月2日，彭德怀向毛泽东报告了进军西藏的准备工作，建议派一个连先行进藏，得到了同意。从师直机关及各团抽调的30多人组成进藏公路选线考察队，1950年5月26日由师副政委田星五率领从于田县城出发，经普鲁山区，于6月20日到达西藏界山，获得了有关山势、地形、气候和路况的详细资料。1950年6月13日，解放军第一野战军第一兵团第二军独立骑兵师在于田正式成立，辖3个团。派骑兵第1、第3团2000多人和第5师第15团一营400人及和田1800多名各族民工，开进昆仑山区，开始修筑沿于田克里雅河，经卡子沟，过赛虎拉姆石峡，翻昆仑大坂，越界山，达改则宗，再延伸到阿里腹地的昆仑公路。北段是二团，中段为一团，最南的野马滩一带是三团，十五团一营则负责工程最艰巨的中段。师直单位驻中段苏贝希，师部驻于田县城，十五团一营驻阿拉叫依卡子（筑路人称普鲁卡子）。后为加快筑路速度，新疆军区又抽调第五军第十三师一部投入施工。1950年12月，第二军独立骑兵师召开了首次党代表大会。1951年8月，奉西北军区电令，第二军独立骑兵师改称新疆军区独立骑兵师，仍归第二军指挥。修到克里雅山口完成了208.5公里修路，但因工程艰巨，路途遥远，工期太长（预计10年），耗资巨大，于1951年8月停建，筑路有100多人负伤，10多人牺牲。1952年，西北军区为筑路官兵补发了 “解放西藏纪念章”，筑路英雄郭正到北京出席了第一届全国筑路英模大会。[21]1952年7月20日，根据新疆军区命令，新疆军区独立骑兵师撒销。师长兼政委何家产带领160余人组建西北军区空军第25师，到阿克苏时接到新疆军区转西北军区命令去阿山地区承化县，改编为骑兵第七师兼阿山军分区。
  - 骑兵第1团：由解放军第二十二兵团骑兵第8师第23团改称。团长娄光远，政治委员李光明，政治处主任刘保式。
  - 骑兵第2团：由解放军第二军第2师驻防且末的骑兵团改称。团长孟梅生/(1950.12)郑志文，政治委员郑志文/(1950.12)史洛夫
  - 骑兵第3团：由解放军第二十二兵团骑兵第8师直属骑兵大队改称。团长洪亚东（东北义勇军、盛世才新疆省防军出身），政治委员孙德富
  - 阿里先遣连：经第二军、骑兵师、骑兵第1团的三级考核，1950年5月选拔第一团第一连为基础，组成由汉、蒙古、回、藏、维吾尔、哈萨克、锡伯等7个民族、共139人的加强连，由团政治处保工股股长李狄三担任连党支部书记。作为进藏先遣连，从新疆于田出发，在挺进和驻守藏北的一年间全连共有63人牺牲。1951年1月30日西北军区电令授于该连"进藏先遣英雄连"荣誉称号，并给全连每个官兵分别荣记一等功。
- 中国人民解放军内蒙古军区骑兵第一师：由兴安盟蒙古族武装组建，参加了西满解放战争的剿匪、围困长春、辽沈战役。抗日战争胜利后，哈丰阿和特木尔巴根等人组织了东蒙古人民民族解放委员会，成立了兴安总省。1945年10月2日，在兴安总省的领导下和苏军的支持下，在王爷庙（今乌兰浩特市）成立了民警大队。都固尔扎布任大队长，下设4个中队。12月1日，民警大队扩编为民警总队，都固尔扎布任总队长，下设3个大队。1946年1月16日，在王爷庙成立了东蒙古人民自治政府，组织了东蒙古人民自治军。1月末，东蒙古人民自治政府决定将民警总队扩编为东蒙古人民自治军骑兵第一师。莫德勒图任师长、都固尔扎布任参谋长。下设4个团，原民警总队第一大队、第二大队、第三大队分别扩编为第一团、第二团、第三团，西科中旗民警大队扩编为第四团。“四·三”会议之后，胡秉权任骑兵第一师政委，都固尔扎布任副师长兼政治部主任。1946年5月25日成立了内蒙古人民自治运动联合会东蒙古总分会，成立了兴安军区，东蒙古人民自治军改编为内蒙古人民自卫军。骑兵第一师改称为内蒙古人民自卫军骑兵第一师。1946年8月10日，中共兴安省委、兴安军区调整了骑兵第一师的师、团领导，王海山任师长、双宝任副师长，胡秉权任政委、都固尔扎布任副政委（后任政委），额博尔图任参谋长，旺丹任政治部主任。1947年6月底，骑兵第一师与辽吉一分区成立蒙汉联军司令部。1948年3月部队整编，王海山任师长、张光迪任副师长，胡昭衡任政委，旺丹任副政委兼政治部主任，额博尔图任参谋长。1949年5月改编为中国人民解放军内蒙古军区骑兵第一师，编为第一团、第二团、第三团、第十六团4个团，王海山任师长，张光迪任副师长，都固尔扎布任政委，李天宇任参谋长，墨志清任政治部主任，鲍音扎布任政治部副主任。1950年11月，骑兵第一师师部改编为锡林郭勒军分区和察哈尔军分区，第一师第一团改编为第一独立骑兵团，归属锡林郭勒军分区；第一师第二团和第三团合编为第二骑兵独立团，归属察哈尔军分区。都固尔扎布任锡林郭勒军分区司令员兼政委，富金山任参谋长，高万宝扎布任政治部主任。王海山任察哈尔军分区司令员，察盟工委代理书记韩惠如任政委，田积忠任副司令员，陈时雨任参谋长，孙殿忠任政治部主任。
- 中国人民解放军内蒙古军区骑兵第二师：哲里木盟蒙古族武装组建，参加了西满解放战争的剿匪、围困长春、辽沈战役。1950年11月，根据中央军委的指示，撤销建制，成立各盟军分区。
- 中国人民解放军内蒙古军区骑兵第三师：冀察热辽军区（二级军区）下属的昭乌达盟骑兵第4师与卓索图盟纵队于48年9月合编为内蒙古人民解放军骑兵第10师，1949年5月改称内蒙古骑兵第3师。1950年11月，根据中央军委的指示，撤销建制，成立各盟军分区。
- 中国人民解放军内蒙古军区骑兵第四师：锡察解放区，1949年5月由骑兵11师改称。原日伪蒙疆政府的骑兵部队在1945年8月起义部队发展。1950年进驻乌兰察布盟。
- 中国人民解放军内蒙古军区骑兵第五师：锡察解放区，1949年5月由骑兵16师改称。 1945年11月，华林泰率领察哈尔盟镶蓝旗四支蒙古族地方武装300余人脱离国府宣布起义，被八路军绥蒙军区编为内蒙古人民自卫军第一支队，华林泰为司令员。与此同时，伪蒙军第18团等部被国民党收编为第10路军第九师，因不堪民族压迫而宣布起义，被编为内蒙古人民自卫军第二支队，司令员云继珍，参谋长李秀山。伊克昭盟达拉特旗保安队被国民党编为新10路军伊盟暂编保安师第2旅第1团，计300余人，在绥远战役期间宣布起义，被绥蒙军区改编为内蒙古人民自卫军第三支队。1945年12月中旬，绥蒙军区将这3个支队调往集宁整训。这时，李森、杨秀奇、奇俊山等分别带领大青山蒙古游击队、绥东游击队、绥西游击队赶往集宁。在这三个支队和三个游击队的基础上，又吸收了一批农牧民和青年学生，以及从延安民族学院抽掉回绥蒙工作的蒙古族学员，共1000多人，于1946年1月1日在集宁玫瑰营子成立内蒙古人民自卫军骑兵独立旅，编为3个骑兵团，1个警卫连。旅长李秀山，副旅长李森兼党总支书记，政治部主任寒峰，参谋长云麟，供给部长锐军。这是第一支由中国共产党领导的统一的蒙古族革命武装力量。 刚刚组建的这支队伍，人员成份复杂，装备更差，人多马少，枪弹不足，绥蒙军区决定该部开到张北大囫囵一带整训。不久，在察哈尔开辟根据地的工作队遇到了两股反共武装，一股盘踞在哈巴嘎，另一股盘踞在宝昌。旅长带队长途奔袭哈巴嘎的土围子迅速解决。接着进攻宝昌龙王庙村全歼。1946年4月剿匪归来开到张家口，一部分老弱病残复员，一部分抽调到地方工作队，保留了300多人精干队伍进入内蒙古军政学院军事部整训。经过4个多月的整训，从张家口开赴锡察草原后，有300多农牧民积极报名参军，扩充到600多人。1946年10月，国共内战中傅作义部攻占张家口，驻张家口的晋察冀中央局和晋察冀军区向南撤到阜平，乌兰夫率领内蒙古自治运动联合会、骑兵独立旅北撤锡察草原，保卫锡察解放区（东西1000多里，南北500多里，生活着10万多牧民），策应东北解放战争。1946年12月，乌兰夫在贝子庙主持召开锡察工委会议，会议决定要不惜一切代价保卫锡察解放区，进一步发动群众，建立和扩大革命武装，同时决定将“内蒙古人民自卫军骑兵独立旅”改编为“内蒙古人民自卫军骑兵16师”，李秀山担任师长,王铎担任政委,刘景平、寒峰担任副政委，政治部主任墨志清，参谋长云麟，副参谋长葛瓦。辖第一团、第二团、第三团。后来发展到2000多人，仅察哈尔籍指战员就达1300余人。总人口不足9000人的正白旗有900余人参军，牺牲143人；蒙古族人口不足1万人的正蓝旗，有1200余人参军，牺牲200余人。到1948年秋转到外线参加察绥战役，在锡察地区整整战斗了两年，粉碎敌人5次大规模进犯：
  - 第一次是1946年11月中旬，1团3连和4连分别击退察盟的封建上层的400多骑兵和蓝旗嘎亚匪帮及国民党多伦保安团300多骑兵，掩护赛汗淖后方供应基地干部家属和锡察根据地大批军需和生活用品转移；保卫正蓝旗政府和正在参加旗人民代表大会的代表安全撤退。
  - 第二次是1947年春，阻击敌人分南北两路对锡察根据地党政领导机关所在地贝子庙的进犯。正在多伦南部休整的师部及1、2团，赶在锡察门户哈巴嘎和胡鲁斯台，迎战南路进攻，打退了察哈尔省省长、军长孙兰峰指挥的由50多辆汽车2000人组成的摩托化部队和500多骑兵的进攻：北路在经棚剿匪的3团，一天一夜赶到大王庙，与从克什克腾出发进犯贝子庙的敌一个骑兵旅遭遇，激战一天，敌军撤退。
  - 第三次是1947年秋天，国军出动70辆汽车，3000多人的摩托化部队，在哈巴嘎附近的肃亲王府，包围了第2团，寡不敌众，100多人牺牲，仅有60多人突围。敌得手后继续进犯，由于1、3团在外线作战，师部组织2团余部约一个连，第80团和商都、康宝、化德县大队共400余人，继续抗敌。骑兵11师接到命令后，火速驰援，在南骆驼山，打退敌人进攻。
  - 第四次是1947年11月底，察北剿共指挥部组织60多辆汽车，2000余人袭击第5团。在八佐山，与第11师遭遇，第11师和16师5团并肩战斗，打退进攻。2连连长乌尼巴图率领一个班的战士在完成阻击任务后，为了掩护战友撤退，孤身一人抵抗，牺牲时年仅24岁。中共锡察工委批准将八佐山命名为乌尼巴图山。
  - 第五次是1948年7月初，国军骑兵11旅及宝贵廷、温盖、鲁布桑葛根土匪武装1000多人，进攻根据地，抢走牧民牛羊四五千只。第61团骑兵打头、切中、钳尾，击败数倍于己的敌军，虎口夺食，将被敌人抢走的牛羊全部夺回。自此以后，敌人再无力发动大规模进攻，龟缩在几个孤立的县城内，不敢轻易出动。
  - 1948年7月初，“内蒙古自卫军骑兵第16师”进行了短期整训，补充了人员、马匹和装备，改称“内蒙古人民解放军骑兵第16师”，李秀山、寒峰先后任师长，政委刘景平。全师整编为2个团。1948年7月中旬，进入察北地区，与察北骑兵第3师、内蒙古人民解放军骑兵第11师协同作战，积极出击，牵制察北敌军，相继解放了多座县城。华北野战军为牵制华北敌军主力，不使其出关，隔断华北、东北敌军的联系，于7月末发起察绥战役准备。7月30日，16师与察北3师协同，攻打高山堡，以很少的伤亡歼敌800多人。1948年冬平津战役打响。内蒙古骑兵16师奉命和内蒙古骑兵11师、察北骑兵3师相互配合，进攻张北、宝昌、康保、商都等重镇，进而解放全部察北地区，从北面堵截傅军窜入草地或西进绥远。1948年11月中旬全师集结在张盖湾一带准备打宝昌。突接内蒙古军区电示：由东北辽西逃窜的苏和巴特尔匪部，已窜到锡察盟地区，16师立即北返贝子庙截击这股敌人。就在16师整装待发准备北返之际，胡图林嘎、温盖残部两千余人突然窜到骆驼山、羊群滩一带，距先头部队61团只有两三公里。16师立即人出击，追了十多公里，敌人逃进宝昌。之后，16师返草地截击苏和巴特尔部。击溃后，配合解放张家口，16师又挥师向南，解了宝昌。12月24日，张家口解放，从张家口逃出的一股敌人会同宝昌、康保、张北等地残部向西狂逃。16师追击中收复了康保。至此，察北地区及锡察全境解放。16师在康保休整了近一个月，投入了绥北战役（1949年2月12日至27日）经历了4次战斗。第1次是西河子战斗；第2次是乌兰花战斗；第3次是二分子战斗；第4次是召河战斗。1949年4月，16师参加解放大同任务。到达大同外围时，大同守敌投诚。16师旋即奉命由大同经丰镇进至集宁的玫瑰营子休整。1949年5月“内蒙古人民解放军骑兵16师”改称为“中国人民解放军内蒙古军区骑兵第5师”，师长吴广义，政委刘景平。第61团、第64团和察哈尔盟保安团分别改称第13、14、15团。云一立任第13团团长。全师于1950年1月中旬从玫瑰营子出发，行军700余里，于2月12日进入伊克昭盟剿匪。1950年5月，伊盟军事剿匪行动基本结束。1950年6月内蒙古骑兵5师与伊克昭军区正式合编为伊克昭军分区，保留骑兵5师建制，归属内蒙古军区和绥远军区双重领导。根据新的形势，军分区部队主要转入改造起义部队和协助地方改造旧政权的工作。1950年6月25日，朝鲜内战爆发，美国政府立即决定对朝鲜实行武装干涉，伊盟的残存势力也趁机沉渣泛起。骑兵5师抽调兵力，对匪徒活动的地区分为东西两线实行“坐地清剿”，东线主要是清剿散匪，西线主要是清剿刘宝才等股匪。1951年夏，伊盟剿匪胜利结束，彻底根除了长期以来危害伊盟及内蒙古西部地区的匪患。1952年5月，根据中央军委的命令，内蒙古军区的5个骑兵师整编为1个国防骑兵师，即中国人民解放军骑兵第5师。1969年，骑5师改编为内蒙古军区守备第2师。

此外，一些部队还下辖骑兵团：
- 中国人民解放军第一军骑兵团：解放青海省会西宁前，抽调第一军军直侦察连、第1、2、3师侦察连为基础组建。1950年底作为青海骑兵支队参加昌都战役。
- 中国人民解放军第二军骑兵团：和平解放新疆进驻南疆的若羌、且末的需要。第16团原团长刘克明任第六师副师长兼骑兵团团长兼政委。1949年10月中旬，解放军第二军第六师以第十六团团部、三营为骨干，编入国民党起义部队4个骑兵连、1个骆驼大队等千余人，组建骑兵团，隶属第六师，准备作为南路进疆先遣队，由敦煌直接进驻若羌县。团部和一营为步兵。11月下旬，苗通喜副团长率领六师骑兵团先遣队，西出阳关，向塔克拉玛干沙漠东南进发，12月中旬抵达若羌县。12月15日，第六师副师长兼骑兵团团长兼政委刘克明率领南路部队，从敦煌出发，翻越当金山，经柳城子，艰苦行军21天，1950年1月6日到达若羌。刘克明兼任若羌县委书记及且末县委书记。[22]1950年春，骑兵团在若羌县开垦7000余亩农田。1951年2月，中央军委和西北军区命令第三军军长黄新廷坐镇敦煌，统一指挥新疆、青海、甘肃的解放军第一、第二、第三、第四军各派一个骑兵团，联合起来剿灭叛匪。刘克明副师长组织一个骑兵营，十六团步兵二营(该营从焉耆徒步进到若羌、且末)及其他后勤人员1200余人，从若羌县向铁木里克与胡赛音叛匪盘踞地开进。奉黄新廷命令追击围剿向柴达木太乃吉尔地区集结的叛匪。留一个连驻守七个泉子，继续清剿逃散的叛匪，又命令苗通喜副团长率骑兵营南进昆仑山，从南迂回，堵住叛匪南逃西藏的路。刘克明副师长率步兵营其余部分沿青新公路急行军，直抵柴达木的太乃吉尔。三军骑兵团抓获叛匪头目乌斯满。1951年4月6日骑兵团出击进剿了孟不拉克叛匪。1951年5月5日最后进剿库尔塔什叛匪，完成了若羌剿匪任务。二军骑兵团和解放军第二十二兵团骑兵七师的一个连改编为新疆军区第一骑兵团，六十年代又整编为新疆军区工程兵第一三七团，现为新疆军区工兵第九团。亚喀吾斯塘村骑兵团军营旧址后为若羌县人民武装部生产基地。
- 中国人民解放军第三军骑兵大队：解放河西走廊后，由军直侦察连和各师侦察连为基础组建。1949年11月22日凌晨，三军骑兵团在政委苏醒的率领下，向盘踞在二寺滩（今祁连县八宝镇）地区的骑五军和骑8旅残部发起进攻，解放了祁连县。
- 中国人民解放军第三军骆驼骑兵团：收编起义部队国民党西北行营独立骆驼兵团。1946年秋，国民党西北行辕鉴于河西走廊西北部之马鬃山国境线时有边患，且该地区多为戈壁沙漠，普通步兵和骑兵受环境限制难以有效遂行戍边作战任务，同时也为了保卫玉门油矿安全，建议国防部仿效二战时期英法等国在北非建立的骆驼骑兵军制，采用骆驼代替马匹。1947年秋，在兰州成立陆军独立骆驼兵团（简称驼兵团），后移驻玉门，下辖四个驼兵连、一个炮兵连、一个重机枪连及通讯、运输、卫生等分队，团直属队包括骆驼研究室、兽医室、驼兵实验队、放牧队、牧场等，形成了较为完备的作战保障体系。全团编制官兵3586人，装备驼、马4000余（峰）匹及各式轻重武器。首任团长贺新民，湖南宁乡人，系黄埔军校十四期生。团副朱炬明。中校副团长丁昌镇，上校团附吴靖寰，中校政工室主任林耀东。团部骆驼研究室近百名专业人员还曾赴内蒙古阿拉善旗开展调研，后编写有《驼学初篇》《驼术教范》《驼事》等书，作为训练教材。1949年5月，玉门油矿工人发动反饥饿斗争，驻矿驼兵团部队同情工人，不愿武力镇压。团长贺新民因此遭到西北军政长官公署警告，驻矿驼兵团第三连和重机枪连亦被撤走，以示处分。酒泉起义时的驼兵团驻守玉门油田，在编官兵942人，装备枪械648支，各型弹药119 654发。驼兵团在解放军军代表赵文星指导下，在昌马堡击溃叛军俘三百余人，另一方面在玉门县汽车站设立哨卡，检查过往车辆，阻止溃逃，将国民党军政系统人员及被裹挟之兰州居民商户共两万余人及汽车百余辆截留。1949年10月中旬，驼兵团开赴高台，改编为中国人民解放军第三军骆驼骑兵团。团长贺新民留任，后转业地方任湖南省人民政府参事室参事，终身对骆驼研究锲而不舍，完成了我国首部相关专著《骆驼学》于1983年出版，填补了中国畜牧科学研究的空白。
- 中国人民解放军第四军骑兵团：解放陇南后剿匪需要。
- 中国人民解放军第六军骑兵团：和平解放新疆后剿匪需要。1952年3月编入第五军新组建的第15师。
- 中国人民解放军第十八军骑兵支队（青海骑兵支队）：第一野战军第一军组建的部队，600人，1200匹马。1950年10月隶第18军领导，从青海玉树进军西藏，参加了昌都战役的大迂回。战后撤回青海。
- 中国人民解放军第三野战军教导师骑兵第二十五团（原新四军第四师骑兵团）：团长程朝先、政委郭萍、副团长朱传贤、副政委席华亭，参谋长孟昭贤、政治处主任王开一。留在皖北剿匪。

l952年6月，第一军骑兵团与第四军骑兵团合并称西北军区独立骑兵第二团；第三军骑兵大队、驼兵团、辎重营等单位合编为西北军区独立骑兵第三团（驻河西走廊，归张掖军分区代管）
1952年5月，根据中央军委制定的《军事整编计划》，中国人民解放军骑兵第一师、骑兵第三师、河南省军区骑兵团（原八路军冀鲁豫军区骑兵团）3支骑兵部队于察哈尔省万全县合编为新的中国人民解放军骑兵第一师。1952年11月，中共中央、中央军委命令骑兵第一师转隶西北军区建制，开赴甘、青、川边执行剿匪任务。1953年，骑兵第一师等部队全歼马良、马元祥部，击毙马元祥，活捉马良。5月28日，中共中央、中央军委表彰了甘、青、川边剿匪部队。1959年3月26日至10月底，骑兵第一师等部队参加西藏平叛。1962年，中央军委命令骑兵第一师进驻新疆担负战备防御任务。1964年8月11日，根据中国人民解放军总参谋部批复编制调整，骑兵第一师除留骑兵第3团外，其他部队按照陆军步兵南方甲种师编制，使骑兵第一师从单一的骑兵部队扩编成步、骑混编的骑兵师。1969年珍宝岛事件后，1969年9月16日，根据中央军委指示，骑兵第一师改番号为陆军第八师。
1951年2月，中国人民解放军骑兵第五师改编为步兵第166师，军马调入中国人民志愿军炮兵部队。 
1950年11月，撤销了内蒙古骑兵第一师、第二师、第三师建制，成立了东蒙的6个军分区。  
1952年5月，撤销了内蒙古骑兵第四师和第五师，并从6个军分区所辖独立骑兵团中各抽调一部分，重新组建中国人民解放军（国防）骑兵第五师，归华北军区建制。
l952年6月，西北军区独立骑兵第六团改称西北军区独立骑兵第一团；第一军骑兵团与第四军骑兵团合并称西北军区独立骑兵第二团；第三军骑兵大队、驼兵团、辎重营等单位合编为西北军区独立骑兵第三团（驻河西走廊，归张掖军分区代管）；西北军区独立骑兵团改称西北独立骑兵第四团（驻宁夏，由宁夏军区代管）。
1955年5月，西北军区析分为兰州军区和新疆军区，西北军区独立骑兵第一、第二、第三、第四团划归兰州军区建制，分别改称兰州军区独立骑兵第一、第二、第三、第四团。l957年秋，兰州军区独立骑兵第四团编入骑一师，仍为四团，驻临夏回族自治州临夏县癿藏（现属积石山保安族东乡族撒拉族自治县），团长周昌举，政委徐志亮，副团长曹福祯，副政委马忠兴，辖5个骑兵连、1个机炮连，骑兵连编165人、战马近200匹，骑兵连辖4个排，其中3个骑兵排，每排3个班，每班12人配备转盘机枪一挺，连属炮兵排配备八二迫击炮两门、郭留诺夫重机枪两挺，行军打仗以骑兵班为单位食宿，一匹马驮锅灶，一匹马驮帐篷和拴马绳。1958年春夏，骑一师在甘南平叛。l961年11月，兰州军区独立骑兵第一团（驻甘南合作）也编入骑一师，改称第五团。1962年2月，兰州军区独立骑兵第二团改称兰州军区骑兵第六团，兰州军区独立骑兵第三团改称兰州军区骑兵第七团。
1962年8月，骑兵第一师奉命率一、二、三团移防新疆，代管的四团和五团留原驻地未动。1962年9月22日，总参谋部发出电令，成立“中国人民解放军骑兵第二师”，师部驻临夏蝴蝶楼，辖第四、五、六、七团4个骑兵团。由骑一师参谋长周昌举、骑一师政治部副主任郭培荣、骑一师后勤部部长钱学义三人负责组建工作。11月19日，兰州军区党委决定由慕明君、周昌举、郭培荣、钱学义、曹福贞、徐志亮、司泉荣、高俊杰8人组成骑二师临时党委，慕明君、周昌举、郭培荣、钱学义4人为常委，慕明君任书记，周昌举任副书记。师领导、机关和直属队从兰州军区机关和直属部队、天水步兵学校、骑兵第一师、甘南军分区等11个单位抽调配备。1963年1月底，师机关正式办公。文革开始后奉命执行“三支两军”任务，曾抽调1402名干部战士参加刘家峡水电工程局、陕西略阳铁路系统和临夏、武都、甘南、兰州等地市县党政机关、厂矿企业、学校。1969年10月5日与甘肃省军区独立步兵第二团合编为陆军第20师；骑兵第七团划出改称兰州军区独立骑兵团。甘肃省军区独立步兵第二团改编为步兵五十八团，骑兵第二师所辖第四、五、六团依次改编为步兵第五十九团、第六十团、师炮兵团。1983年1月1日改编为兰州军区守备第一师，仍归宁夏军区领导。1985年10月撤销建制，以原师机关为基础，组建某集团军军属坦克旅旅部（含直属队），保留了两个具有光荣历史的建制连队，即守备第二团“红四连”和守备第三团“草原铁骑红四连”。师善后办主任的李德荣（原师副政委）主持在八号泉沟口修建了烈士陵园。

### 兵种撤销
1985年百万大裁军后，摩托化和机械化取代了骡马化，骑兵不再作为中国人民解放军兵种，仅象征性地在中国西部的内蒙古、新疆、甘肃保留了两个骑兵营和几个骑兵连。仅有的两个骑兵营是内蒙古军区骑兵第一营（驻巴彦淖尔盟五原县阴山脚下）、骑兵第二营（驻锡林郭勒盟锡林浩特市）。
在内蒙古军区骑兵第二营的驻地锡林郭勒盟建立了“中国人民解放军骑兵博物馆”。

## 军马生产管理
解放战争时期，东北民主联军炮兵学校依据伪满洲时期日军撤退后遗留下的一些马政基础，1947年3月1日在黑龙江省牡丹江地区建立起第一个军马场：“牡丹江军马场”，首任场长郑新潮。相继成立了肇东军马场、扎兰屯军马场等。隶属于东北民主联军炮兵司令部马政局。
中央军委马政局最初由军委炮兵代管，为中国人民解放军炮兵司令部马政局。局长杨宗胜，副局长卜云龙。1950年6月，载涛作为特邀人士出席中国人民政治协商会议第一届全国委员会第二次会议，提出“改良马种以利军用”的提案。1950年8月10日，中央人民政府人民革命军事委员会主席毛泽东签署委任令，任命载涛为中国人民解放军炮兵司令部马政局顾问。1951年7月以后，各大军区、军分区将各军区成立的马政局、马政处逐级上交中央军委总后勤部。1951年10月1日，马政局转隶总后勤部。1954年8月1日起，各军马场大部分的现役军人转业，成为军马场的企业职工，从供给制改为薪金制。1955年4月，“中央军委总后勤部马政局”改称“中央军委总后勤部军马场管理局”，简称“军马局”。管理局下设西北马政处、东北马政处、西南马政处三个办事处。1956年6月，国务院以（56）国办周字第52号通知批复国防部、农垦局、中央军委总后勤部，自1956年9月1日起，中央军委总后勤部军马场管理局和14个军马场移交农垦部国营牧场管理局（1958年1月改为农垦部种畜场管理局，1957年10月撤销）。

根据党中央、国务院、中央军委办公厅（2000）4号文件关于《军队保障性企业移交工作的实施意见》及全国军队保障性企业交接工作部门联席会议（2000）4号关于《军队保障性企业总体处理意见和具体实施方案》的精神，中央军委〔2000〕军字第50号《关于部分农场移交地方问题的批复》，2001年9月14日全军军马场开始向中国牧工商（集团）总公司、各省市农牧单位、各相关农牧业公司管理无偿移交，军马事业结束。
| 军马场                                | 隶属                        | 创建 | 结束 | 注释 | |
| ------------------------------------- | --------------------------- | --- | --- | --- | --- |
| 牡丹江军马场                          | 白城办事处                  | 1947年3月1日“东北民主联军炮兵后勤军用种马场”，郑新潮任场长。1949年11月1日由营级升为团级，组建临时党委。1956年10月隶属黑龙江省农垦局，改名为黑龙江省铁道兵牡丹江种畜场。1961年10月移交军队，改名为牡丹江军马场。 | 2001年9月整体移交中国牧工商集团总公司，改名为中牧集团牡丹江军马场。 | 中国人民解放军第一个军马场。 | |
| 肇东军马场                            | 东北军区马政局              | 1948年12月，经黑龙江省农业厅批准，将牡丹江军马场在肇东的买草点肇东牧场划归牡丹江军马场，组建肇东分场。1950年6月成立肇东军马场，隶属牡丹江军马场 | 1961年8月并入四方山军马场 | 肇东县 | |
| 扎兰屯军马场                          | 白城子办事处                | 1949年1月筹建。1951年2月，国务院经过与内蒙古自治区人民政府协商同意后，将扎兰屯牧场（伪满兴安牧场旧址）划归中国人民解放军炮兵司令部，改建军马育成场，建立了牡丹江军马场扎兰屯分场。1956年8月31日，扎兰屯军马牧场移交给国家农垦部。1961年8月7日，扎兰屯军马场移交军队 | 1976年10月29日，移交黑龙江省农牧厅。1980年，扎兰屯军马场移交内蒙古自治区呼伦贝尔盟为布特哈旗农牧场 | 扎兰屯市卧牛河镇 | |
| 索伦军马场                            |                             | 1949年2月，筹建索伦军用种马场。1949年5月1日成立。1957年移交国家农垦部改成国营索伦牧场。1961年收回军队。 | 1976年9月25日移交吉林省农垦局改称吉林省国营索伦马场，1979年7月索伦马场移交内蒙古海拉尔农牧场管理局，1980年10月移交兴安盟农牧场管理局称国营索伦牧场。 | 内蒙古科尔沁右翼前旗索伦镇以北10多公里。耕地面积一万多公顷，草原牧场近两万公顷。 | |
| 岷县种马牧场                          | 西安办事处                  | 1949年接收国民党军队马政局所属岷县种马牧场。1956年移交国家农垦部管理，更名为“国营岷县牧场”。1960年底收回军队。 | 1976年移交甘肃省农林局，更名为“甘肃省岷县良种牛羊试验繁殖推广场”。1980年元月更名“甘肃省岷山种畜场”。1987年4月由省畜牧厅移交定西地区行署。 | 位于甘肃省岷县南部。场部驻闾井镇。 | |
| 永登军牧场                            | 西安办事处                  | 1949年接收国民党军队马政局所属 | | | |
| 马衔山军牧场                          | 西安办事处                  | 1949年接收国民党军队马政局所属 | | | |
| 山丹军牧场                            | 西安办事处                  | 1949年接收国民党军队马政局所属大马营军马场 | 2001年9月10日，根据党中央、国务院、中央军委办公厅（2000）27号关于《军队保障性企业移交工作的实施意见》及全国军队保障性企业交接工作部门联席会议（2000）4号文件关于《军队保障性企业总体处理意见和具体实施方案》的精神，山丹军马场整体无偿移交中国牧工商（集团）总公司管理，更名为甘肃中牧山丹马场，下辖一、二、三、四个分场及机械厂、化肥厂、电力公司、酒业公司、矿业公司、供销公司、油脂公司、牧业公司等12个二级企业和农牧研究所、中学、医院、兰州干休所、张掖干休所、山丹干休所6个事业单位。 | 最大的军马场 | |
| 贵德军牧场/贵南军马场                 | 西安办事处                  | 1949年9月20日贵德县委书记李熙波代表省军管会接收了贵德军牧场，暂由省农牧厅代管。1950年4月1日由西北军区军牧部接收，改名为西北军区军牧部贵德军牧场，营级编制。1953年1月升格为团级单位。1953年贵南县建政，因场区大部分被划在贵南县境内，故改称为贵南军马场。1957年贵南军马场移交农垦部，由青海省农垦厅管理，更名为国营贵南牧场。1961年9月由青海省农垦局归还军队管理.                                                                                | 1976年6月10日移交省农牧厅。1982年归省农林厅领导 | 主体在贵南县。现为青海省农林厅直属国营农垦联合企业，县级建制。下属5个分场，土地总面积6.63万公顷，其中耕地2万公顷，林地457公顷。 | |
| 贺兰山军马场                          | 西安办事处                  | 1949年9月骑兵第六师后勤处接管贺兰山军牧场 | 1976年1月1日移交自治区农牧厅 | | |
| 延安马场                              | 西安办事处                  | | 1976年1月1日移交地方 | | |
| 清镇军马场                            | 重庆办事处军马场管理局      | 1949年12月接管 | 1958年清镇军马场西迁贵州省安顺市，与山京军马场合并。1959年6月原址组建贵州省清镇农牧场，系农垦企业，隶属贵州省农业厅。 | 清镇与平坝县交界处的红枫湖畔 | |
| 嵩明种马牧场                          | 重庆办事处军马场管理局      | 1949年12月接管。1955年移交总后勤部，升级为团级单位。1958年交省农垦局领导。1961年军队收回。 | 2006年12月6日嵩明军马场开始改制，在成都军区与云南政府有关部门的统一领导协调下，2007年嵩明军马场改制完成，土地有偿转让地方，获得经费用于职工发放工龄补贴，住房补贴，内部退养以及社会保险关系转移等各种补偿与安置。 | 嵩明县杨桥乡境内。一分场位于马龙县马鸣乡境内，距总场95公里，地址在马龙县马鸣莲花池。 | |
| 四方山军马场                          |                             | 1952年11月东北军区炮兵司令部肇东军用种马场为了建立饲料基地，派人到肇东县四方山筹建农场。1952年11月5日肇东军用种马场四方山农事分场正式成立。1955年7月1日，农事分场从肇东军用种马场独立出来，更名为中国人民解放军四方山军马场。 | 2001年9月14日移交黑龙江省农垦总局哈尔滨分局，改称“黑龙江省四方山农场”。 | 肇东市和兰西县之间，建场时期场部设置在肇东市区西北30公里，滨洲线铁路宋站以东15公里处。南、北、西分别与肇东市尚家镇、宣化乡接壤，东与兰西县毗邻。总面积约122平方公里，合18.2万亩，其中，耕地面积7.13万亩，林地2.31万亩，草原7.8万亩，村屯及其他面积0.96万亩。 | |
| 哈拉海军马场                          | 白城办事处                  | 1954年9月筹建，1956年3月18日正式成立，称扎兰屯军马场哈拉海分场。1958年7月，哈拉海军马场下放移交黑龙江嫩江专署，隶属于齐齐哈尔梅里斯区华丰人民公社，改称国营黑龙江省嫩江专署哈拉海种马场，1959年7月，移交黑龙江省农业厅，称国营哈拉海种马场，隶属黑龙江省农业厅。1961年收回军队 | 2001年移交黑龙江省农垦总局九三分局管理，改称黑龙江省哈拉海农场。 | 齐齐哈尔市梅里斯区和甘南县、龙江县之间，全场国土面积295.6平方公里，合44.34万亩，其中草场、苇塘20万亩，耕地面积14万亩，林地1.2万亩，水面5万亩，荒地4万余亩 | |
| 黄城子军马场                          | 大同办事处                  | 立始建于1953年5月，为总后勤部所属军马场。1957年1月移交农垦部为察北牧场四分场。原军马场所属太仆寺旗苏台脑包畜牧点为察北牧场五分场。1959年5月1日，黄城子改为八分场。1961年收归军队 | 1976年移交张家口地区农牧局为康保牧场。 | 位于河北省西北部的康保县最北部，东、西、北面与内蒙古接壤，南面和西面与康保县的屯垦、照阳河镇毗邻。 | |
| 伊吾军马场                            |                             | 阿勒泰军分区阿勒泰军马场1954年场部迁驻伊吾县淖毛湖，改称新疆伊吾军马场。受新疆军区与新疆生产建设兵团双重管理，行政归新疆生产建设兵团领导，业务归新疆军区具体指导。1955年迁驻巴里坤县城，1958年迁址松树塘。1959年交新疆军区生产建设兵团农五师管理改名红星军马场。1960年与红星一牧场合并改名为农五师巴里坤军马总场。1961年12月由总后勤部管理，改称总后勤部伊吾军马场                                                                              | 2001年9月23日移交新疆维吾尔自治区人民政府，由新疆联强农工贸（集团）有限责任公司管理，简称新疆联强（集团）伊吾马场。2005年12月28日移交哈密地区管理，更名为哈密伊吾马场。 | 1954年底在在新疆哈密、伊吾、巴里坤三县之间的松树塘。总面积851.6平方公里，合127.74万亩，其中山北125.78万亩，山南火石泉1.89万亩，哈密市区占地0.07万亩。全场拥有耕地面积10.05万亩，天然草场105.6万亩，森林面积5.46万亩。                                        | |
| 英德军马场                            | 广州军区后勤部              | 1961年8月18日成立。1962年11月16日英德军马场正式建成。 | | | |
| 丰宁军马场                            | 北京军区                    | 1962年6月筹建。初步确定划拨草原12万亩，繁育基础母马700匹。8月成立。 | | | |
| 洮南军马场                            | 沈阳军区                    | 1962年8月成立。 | | | |
| 汤原军马场                            | 沈阳军区                    | 1962年8月成立。 | | | |
| 海南军区军马场                        |                             | 1962年8月成立。 | | | |
| 湖南军区军马场                        |                             | 1962年8月成立。 | | | |
| 嘉山军马场                            |                             | 1962年9月成立。 | | | |
| 荆门军马场                            |                             | 1962年9月成立。 | | | |
| 昭苏军马场                            | 新疆军区                    | 1962年10月4日，新疆军区后勤部报告中央军委总后勤部，经过新疆维吾尔自治区党委、人民政府同意将伊犁地区昭苏经济马场移交新疆军区管理。1962年10月23日正式成立。 | | | |
| 白城军马场                            | 白城办事处                  | 1960年建场。1962年9月，中央军委总后勤部决定总后勤部军需部所属的白城农牧场移交军马部，改为军马场，1963年10月1日正式命名。 | 1976年移交吉林省为白城牧场 | 白城市洮北区平安镇 | |
| 八一军马场                            | 白城办事处                  | 1959年内蒙古军区在三盛公筹建八一农场。1961年7月迁移到扎赉特旗海力吐原铁三师驻地。1962年9月移交总后。1963年10月1日称八一军马场。 | 1976年移交黑龙江省农垦总局呼伦贝尔盟农牧场管理局，改称黑龙江省八一马场。1980年7月划归内蒙古兴安盟农牧场管理局更名八一牧场。 | 位于扎赉特旗巴彦高勒镇西南。 | |
| 跃进军马场(老母山军马场)              | 白城办事处                  | 1953年创建“老母山机耕农场”，隶属内蒙古自治区公安厅劳改局。1969年改建为解放军跃进军马场。 | 1976年12月移交吉林省农垦局管理，更名为吉林省国营跃进马场。1980年，跃进马场划归内蒙古自治区兴安盟农牧场管理局所属，更名为内蒙古兴安盟国营跃进马场。 | 地跨科右前旗与扎赉特旗 | |
| 湖南军区军马养殖场                    |                             | 1962年12月12日 | | | |
| 海南军区军马养殖场                    |                             | 1962年12月12日 | | | |
| 广西军马养殖场                        |                             | 1962年12月12日 | | | |
| 白银库伦军马场                        | 大同办事处                  | 1959年2月由内蒙古自治区政府将此地划拨内蒙古军区创建白银库伦军牧场，1961移交中央军委总参谋部管理。1963年9月20日，中央军委总参谋部、总后勤部批准将中央军委总参谋部所属的内蒙古白银库伦牧场移交中央军委总后勤部军马部 | 1976年移交内蒙古自治区农牧厅，改称为白银库伦牧场。后隶属锡林郭勒盟农管局、锡林郭勒盟农业局、锡林郭勒盟农牧业局。2005年10月划归锡林浩特市领导。 | 锡林浩特市最南端。 | |
| 宝昌军马场                            | 大同办事处军马局            | 1963年9月20日，中央军委总参谋部、总后勤部将中央军委总参谋部所属的内蒙古宝昌军营牧场移交中央军委总后勤部军马部 | 1976年移交内蒙古自治区农牧厅 | 位于太仆寺旗万寿滩。 | |
| 红山军马场                            | 北京军区                    | 1964年北京军区后勤部根据军区首长的决定，在内蒙古国营红山牧场筹建红山军马场，1967年4月2日成立。 | | | |
| 尼勒克军马场                          | 新疆军区                    | 1966年4月26日，新疆维吾尔自治区党委将尼勒克马场拨交新疆军区改办军马场，1966年9月20日命名 | | | |
| 呼和军马场                            | 白城办事处                  | 1953年呼和军马场原为为索伦军马场第一分场。1958年从索伦军马场分划出后改为呼和牧场。1962年9月1日在公主陵设畜牧分场。1966年5月呼和、公主陵两牧场合并，统称公主陵牧场。1966年6月6日，总后勤部建议将呼和马场移交军队。1966年9月5日，公主陵牧场的原呼和牧场部分改建为“中国人民解放军呼和军马场”。1976年1月1日呼和军马场移交吉林省农垦局，改称吉林省国营呼和马场。1979年7月1日划归内蒙古自治区海拉尔农场管理局。1980年10月划归兴安盟农牧场管理局至今。 | | 乌兰浩特市东北方30公里处。科右前旗额尔格图镇。面积300平方公里，合45万亩，耕地面积117315亩，草原面积26万亩（其中可利用面积19万亩），林地面积53715亩。 | |
| 垦利军马场                            | 济南军区                    | 1966年7月21日 | | | |
| 乌拉盖河军马场（五七军马场）          | 白城办事处/大同办事处军马局 | 1963年9月5日，内蒙古公安总队五七军马场从阿巴嘎旗东迁乌拉盖河东岸。1966年6月移交总后，1966年8月30日划归白城办事处。1968年5月易名五七军马场 | 1976年移交吉林省农业局改称吉林省五七马场。1977年7月整体移交霍林河矿区建设指挥部作为农副产品生产基地，改为霍林河矿区指挥部农牧场。1982年，霍林河矿区指挥部更名为霍林河矿务局，农牧场也随之更名为霍林河矿务局农牧场。1999年霍林河矿务局改制为霍林河煤业（集团）公司，农牧场亦更名为霍林河煤业（集团）公司农牧公司。2000年1月，改制为“内蒙古东蒙农牧业有限责任公司”。目前称为霍林河矿区农牧场。                                                                                                | 位于科尔沁右翼中旗最北部的巴仁哲理木镇与东乌旗东部。 | |
| 红格勒军马场                          | 大同办事处军马局            | 1966年8月8日 | 建于1965年 | 1974年12月31日红格勒军马场移交内蒙古自治区农垦局，后移交锡林郭勒盟阿巴嘎旗。 | 位于内蒙古锡林郭勒盟阿巴嘎旗，场部在旗所在地新浩特镇西南宝格达乌拉苏木境内的洪格尔山南侧。三连在阿巴嘎旗南部查干淖尔镇南约一公里处开垦了2000多亩耕地，后碱化和沙化。 |
| 清江军马场                            | 福建军区                    | 1967年2月28日，清江军马场获军区首长的同意开始进入筹建，1967年5月正式成立。 | | | |
| 达里诺尔军马场 （简称达马场或黑马场） | 大同办事处军马局            | 1968年6月20日经内蒙古自治区革命委员会批准，从达里诺尔公社划出种子场3万亩土地，与原白银库伦军马场十三连所有的哈拉海沟合并组建。1969年7月28日总后正式批准成立。 | 1976年移交辽宁省昭乌达盟畜牧厅改为国营达里诺尔牧场，1979年改属内蒙古自治区昭乌达盟，1984年国营牧场改为阿其乌拉苏木，目前已成为一个村民小组。 | 位于克什克腾旗西部，达里诺尔湖北岸与贡格尔河流域。 | |
| 逊克军马场                            | 白城办事处                  | 1962年1月黑河垦区第一农场移交总后勤部，改称逊克军马场。 | 1976年移交黑龙江省农场总局北安农场管理局改称黑龙江省逊克马场。现称逊克农场。 | 位于黑龙江省逊克县境内。场部距逊河村东北4公里的北大沟 | |
| 特克斯军马场                          |                             | 1970年6月29日，新疆维吾尔自治区革命委员会同意将特克斯马场移交军区后勤部改办军马场，10月14日命名 | | | |